# Shahrestān-e Malekān
Shahrestān-e Malekān (persiska: شهرستان ملكان, ملكان) är en delprovins (shahrestan) i Iran.   Den ligger i provinsen Östazarbaijan, i den nordvästra delen av landet, 500 km väster om huvudstaden Teheran.
Delprovinsen hade 111 319 invånare 2016.